# Sooß Veste
Die Herrschaft Sooß Veste war eine Grundherrschaft im Viertel ober dem Wienerwald im Erzherzogtum Österreich unter der Enns, dem heutigen Niederösterreich.

## Ausdehnung
Die Herrschaft umfasste zuletzt die Ortsobrigkeit über Sooß, Neustift und Haslach. Der Sitz der Verwaltung befand sich im Schloss Sooß.

## Geschichte
Der letzte Inhaber der Allodialherrschaft war der k.k. Kämmerer Franz Josef Wolfgang Freiherr von Kaiserstein. Mit den Reformen 1848/1849 wurde die Herrschaft aufgelöst.